# Ligat ha’Al (2013/2014)
Ligat ha’Al 2013/2014 (hebr. ליגת העל albo zwana Izraelską Ekstraklasą lub ze względów sponsorskich Ligat Winner) –
była 15. edycją najwyższej klasy rozgrywkowej piłki nożnej w Izraelu pod tą nazwą.
Brało w niej udział 14 drużyn, które w okresie od 24 sierpnia 2013 do 17 maja 2014 rozegrały 36 kolejki  meczów.
Maccabi Tel Awiw zdobył drugi tytuł z rzędu, a dwudziesty w swojej historii.

## Drużyny
| Uczestnicy poprzedniej edycji                                                                                 | Uczestnicy poprzedniej edycji | Uczestnicy poprzedniej edycji | Uczestnicy poprzedniej edycji |
| --- | ----------------------------- | ----------------------------- | ----------------------------- |
| MTA | Maccabi Tel Awiw              | 1                             |                               |
| MHA | Maccabi Hajfa                 | 2                             |                               |
| HTA | Hapoel Tel Awiw               | 3                             |                               |
| BNY | Bene Jehuda Tel Awiw          | 4                             |                               |
| IKS | Hapoel Ironi Kirjat Szemona   | 5                             |                               |
| HRH | Hapoel Ramat ha-Szaron        | 6                             |                               |
| ASZ | FC Aszdod                     | 7                             |                               |
| HBS | Hapoel Beer Szewa             | 8                             |                               |
| HHA | Hapoel Hajfa                  | 9                             |                               |
| BEI | Beitar Jerozolima             | 10                            |                               |
| HAK | Hapoel Akka                   | 11                            |                               |
| BNS | Bene Sachnin                  | 12                            |                               |
| Awans z Liga Leumit                                                                                           |                               |                               |                               |
| MPT | Maccabi Petach Tikwa          | 1                             |                               |
| HRA | Hapoel Ra’ananna              | 2                             |                               |
| Oznaczenia: - kolumna pierwsza – skróty nazw drużyn, - kolumna trzecia – miejsce zajęte w poprzednim sezonie. |                               |                               |                               |

## Faza zasadnicza

### Tabela
| Lp. | Drużyna                   | M  | Z  | R | P  | B+ | B- | +/– | Pkt | Kwalifikacja      |
| --- | ------------------------- | -- | -- | - | -- | -- | -- | --- | --- | ----------------- |
| 1   | Maccabi Tel Awiw          | 26 | 21 | 3 | 2  | 58 | 18 | +40 | 66  | grupa mistrzowska |
| 2   | Hapoel Beer Szewa         | 26 | 18 | 5 | 3  | 48 | 19 | +29 | 59  | grupa mistrzowska |
| 3   | Ironi Kirjat Szemona      | 26 | 12 | 8 | 6  | 38 | 26 | +12 | 44  | grupa mistrzowska |
| 4   | Maccabi Hajfa             | 26 | 13 | 5 | 8  | 39 | 30 | +9  | 44  | grupa mistrzowska |
| 5   | Bene Sachnin              | 26 | 11 | 7 | 8  | 30 | 25 | +5  | 40  | grupa mistrzowska |
| 6   | Hapoel Tel Awiw           | 26 | 11 | 6 | 9  | 51 | 38 | +13 | 39  | grupa mistrzowska |
| 7   | FC Aszdod                 | 26 | 8  | 7 | 11 | 28 | 35 | −7  | 31  | grupa spadkowa    |
| 8   | Hapoel Hajfa              | 26 | 8  | 7 | 11 | 27 | 34 | −7  | 31  | grupa spadkowa    |
| 9   | Beitar Jerozolima         | 26 | 8  | 6 | 12 | 21 | 28 | −7  | 30  | grupa spadkowa    |
| 10  | Hapoel Akka               | 26 | 6  | 9 | 11 | 24 | 37 | −13 | 27  | grupa spadkowa    |
| 11  | Hapoel Ra’ananna          | 26 | 6  | 8 | 12 | 20 | 33 | −13 | 26  | grupa spadkowa    |
| 12  | Maccabi Petach Tikwa      | 26 | 5  | 8 | 13 | 28 | 45 | −17 | 23  | grupa spadkowa    |
| 13  | Bene Jehuda               | 26 | 4  | 8 | 14 | 26 | 39 | −13 | 20  | grupa spadkowa    |
| 14  | Ironi Nir Ramat ha-Szaron | 26 | 5  | 5 | 16 | 21 | 52 | −31 | 20  | grupa spadkowa    |

### Wyniki
| Gospodarz \ Gość          | BEI | BnY | BnS | ASH | HAC | HBS | HHA | HRA | IRH | HTA | IKS | MHA | MPT | MTA |
| ------------------------- | --- | --- | --- | --- | --- | --- | --- | --- | --- | --- | --- | --- | --- | --- |
| Beitar Jerozolima         |     | 2–1 | 0–1 | 2–0 | 1–0 | 0–2 | 0–1 | 1–1 | 0–1 | 1–0 | 1–4 | 1–0 | 1–0 | 1–2 |
| Bene Jehuda               | 0–0 |     | 2–4 | 1–0 | 1–0 | 1–2 | 2–2 | 0–0 | 0–1 | 2–2 | 0–0 | 0–2 | 2–4 | 0–2 |
| Bene Sachnin              | 0–0 | 0–1 |     | 3–0 | 1–0 | 0–4 | 2–0 | 2–0 | 1–1 | 4–0 | 1–1 | 0–0 | 0–2 | 0–2 |
| FC Aszdod                 | 1–0 | 1–0 | 0–0 |     | 0–0 | 2–2 | 1–0 | 1–2 | 3–0 | 4–5 | 2–1 | 3–2 | 2–0 | 0–0 |
| Hapoel Akka               | 0–0 | 3–2 | 0–2 | 1–1 |     | 1–2 | 2–1 | 0–0 | 4–3 | 2–1 | 2–1 | 1–1 | 1–3 | 0–2 |
| Hapoel Beer Szewa         | 2–0 | 2–1 | 2–1 | 2–0 | 1–1 |     | 1–0 | 0–0 | 0–0 | 2–0 | 0–2 | 3–1 | 3–0 | 3–2 |
| Hapoel Hajfa              | 2–2 | 2–1 | 2–0 | 1–1 | 0–0 | 1–3 |     | 1–1 | 3–0 | 0–4 | 2–0 | 0–1 | 0–1 | 1–3 |
| Hapoel Ra’ananna          | 2–2 | 0–2 | 0–1 | 3–0 | 1–3 | 1–0 | 0–2 |     | 1–2 | 1–4 | 0–2 | 1–0 | 1–0 | 0–2 |
| Ironi Nir Ramat ha-Szaron | 0–2 | 1–0 | 0–1 | 2–3 | 1–1 | 0–4 | 0–2 | 1–3 |     | 0–5 | 0–2 | 1–2 | 2–0 | 0–3 |
| Hapoel Tel Awiw           | 3–1 | 2–2 | 0–0 | 2–1 | 2–0 | 1–3 | 4–0 | 0–0 | 3–0 |     | 1–1 | 2–4 | 3–1 | 2–3 |
| Ironi Kirjat Szemona      | 1–0 | 2–1 | 1–1 | 1–0 | 2–0 | 0–1 | 2–0 | 0–0 | 4–1 | 2–2 |     | 2–1 | 0–0 | 3–1 |
| Maccabi Hajfa             | 2–0 | 2–2 | 2–1 | 2–1 | 2–1 | 0–0 | 0–1 | 3–1 | 1–1 | 3–1 | 3–1 |     | 1–0 | 0–3 |
| Maccabi Petach Tikwa      | 1–3 | 2–2 | 1–3 | 1–1 | 1–1 | 1–3 | 1–1 | 1–0 | 3–3 | 0–2 | 3–3 | 0–3 |     | 0–2 |
| Maccabi Tel Awiw          | 1–0 | 1–0 | 4–1 | 2–0 | 5–0 | 3–1 | 2–2 | 3–1 | 1–0 | 1–0 | 3–0 | 3–1 | 2–2 |     |

1. ↑  Mecz szóstej kolejki zweryfikowany jako walkower dla Bene Sachnin. W drużynie Ashdod wystąpił nieuprawniony zawodnik[6]. Wynik na boisku 2:1.

## Faza finałowa

### Grupa mistrzowska
| Lp. | Drużyna                  | M  | Z  | R  | P  | B+ | B- | +/– | Pkt | Kwalifikacja                                 |     | MTA | HBS | IKS | HTA | MHA | BnS |
| --- | ------------------------ | -- | -- | -- | -- | -- | -- | --- | --- | -------------------------------------------- | --- | --- | --- | --- | --- | --- | --- |
| 1   | Maccabi Tel Awiw (M)     | 36 | 26 | 6  | 4  | 76 | 30 | +46 | 84  | Liga Mistrzów UEFA • II runda kwalifikacyjna |     |     | 2–0 | 3–1 | 0–0 | 1–0 | 4–1 |
| 2   | Hapoel Beer Szewa        | 36 | 20 | 8  | 8  | 56 | 33 | +23 | 68  | Liga Europy UEFA • II runda kwalifikacyjna   |     | 1–2 |     | 0–2 | 1–2 | 1–1 | 2–0 |
| 3   | Ironi Kirjat Szemona (P) | 36 | 18 | 10 | 8  | 59 | 38 | +21 | 64  | Liga Europy UEFA • III runda kwalifikacyjna  |     | 2–2 | 3–0 |     | 1–1 | 1–0 | 2–0 |
| 4   | Hapoel Tel Awiw          | 36 | 16 | 10 | 10 | 72 | 47 | +25 | 58  | Liga Europy UEFA • II runda kwalifikacyjna   |     | 3–1 | 1–2 | 4–2 |     | 4–0 | 3–0 |
| 5   | Maccabi Hajfa            | 36 | 15 | 8  | 13 | 49 | 46 | +3  | 53  |                                              |     | 2–2 | 2–1 | 1–3 | 1–1 |     | 1–2 |
| 6   | Bene Sachnin             | 36 | 13 | 8  | 15 | 37 | 47 | −10 | 47  |                                              | 2–1 | 0–0 | 1–4 | 1–3 | 0–2 |     |     |

### Grupa spadkowa
| Lp. | Drużyna                       | M  | Z  | R  | P  | B+ | B- | +/– | Pkt | Spadek                |     | BEI | ASH | HRA | HAC | HHA | MPT | IRH | BnY |
| --- | ----------------------------- | -- | -- | -- | -- | -- | -- | --- | --- | --------------------- | --- | --- | --- | --- | --- | --- | --- | --- | --- |
| 7   | Beitar Jerozolima             | 33 | 12 | 6  | 15 | 31 | 32 | −1  | 42  |                       |     |     | 1–0 |     | 0–2 |     | 3–0 | 4–0 |     |
| 8   | FC Aszdod                     | 33 | 10 | 9  | 14 | 35 | 45 | −10 | 39  |                       |     |     |     | 1–0 | 4–1 | 0–5 | 0–1 |     |     |
| 9   | Hapoel Ra’ananna              | 33 | 9  | 11 | 13 | 31 | 40 | −9  | 38  |                       | 0–2 | 1–1 |     |     |     | 4–2 |     |     |     |
| 10  | Hapoel Akka                   | 33 | 8  | 12 | 13 | 30 | 42 | −12 | 36  |                       |     |     | 1–1 |     | 1–0 |     | 1–2 | 1–1 |     |
| 11  | Hapoel Hajfa                  | 33 | 9  | 7  | 17 | 30 | 45 | −15 | 34  |                       | 1–0 |     | 0–2 |     |     |     | 0–1 | 0–1 |     |
| 12  | Maccabi Petach Tikwa          | 33 | 8  | 9  | 16 | 39 | 57 | −18 | 33  |                       |     |     |     | 0–0 | 2–1 |     |     | 1–0 |     |
| 13  | Ironi Nir Ramat ha-Szaron (S) | 33 | 9  | 6  | 18 | 29 | 59 | −30 | 33  | Spadek do Liga Leumit |     |     |     | 0–0 |     |     | 4–1 |     | 0–1 |
| 14  | Bene Jehuda (S)               | 33 | 7  | 10 | 16 | 32 | 45 | −13 | 31  | Spadek do Liga Leumit |     | 1–0 | 1–1 | 1–3 |     |     |     |     |     |

## Najlepsi strzelcy
| Bramki | Strzelcy         | Drużyna              |
| ------ | ---------------- | -------------------- |
| 29     | Eran Zahawi      | Maccabi Tel Awiw     |
| 26     | Omer Damari      | Hapoel Tel Awiw      |
| 15     | Alon Turgeman    | Maccabi Hajfa        |
| 12     | Rade Prica       | Maccabi Tel Awiw     |
| 11     | David Manga      | Ironi Kirjat Szemona |
| 11     | Žarko Korać      | Hapoel Hajfa         |
| 11     | Mohammed Kalibat | Bene Sachnin         |
| 11     | Rubén Rayos      | Maccabi Hajfa        |
| 11     | Glynor Plet      | Hapoel Beer Szewa    |
| 10     | Ma’or Buzaglo    | Hapoel Beer Szewa    |

Źródło:

## Stadiony
| Beitar Jerozolima |
| Stadion Teddy     |
| 31 733            |
|                   |

| Bene Sachnin |
| Stadion Doha |
| 8 500        |
|              |

| Bene Jehuda Hapoel Tel Awiw Maccabi Tel Awiw |
| Stadion Bloomfield                           |
| 14 413                                       |
|                                              |

| FC Aszdod         |
| Stadion Jedenastu |
| 7 800             |
|                   |

| Hapoel Akka     |
| Stadion Miejski |
| 5 000           |
|                 |

| Hapoel Beer Szewa |
| Stadion Vasermil  |
| 13 000            |
|                   |

| Hapoel Hajfa Maccabi Hajfa |
| Stadion Kirjat Eli’ezer    |
| 14 002                     |
|                            |

| Hapoel Ra’ananna |
| Stadion Netanja  |
| 13 610           |
|                  |

| Ironi Kirjat Szemona |
| Stadion Miejski      |
| 5 300                |
|                      |

| Ironi Nir Ramat ha-Szaron |
| Grundman Stadium          |
| 4 300                     |
|                           |

| Maccabi Petach Tikwa |
| Stadion Miejski      |
| 11 500               |
|                      |